# Pax-Bank
Pax-Bank eG é um banco alemão que se concentra em finanças cristãs com sede em Colônia. O banco afirma que é um em alemão:  Bank für Kirche und Caritas (Banco para a Igreja e Caridades), um banco universal católico cooperativo. Seus membros são instituições da Igreja Católica e particulares do campo clerical. O banco foi fundado como organização de ajuda por e para padres em 1917 em Colônia.
O banco foi fundado como Pax Spar- und Darlehnskasse eGmbH como uma organização de ajuda mútua de padres para padres em 18 de outubro de 1917 em Colônia. Sua organização precursora foi a Pax Vereinigung katholischer Kleriker de Colônia, fundada em 1905, na qual os sacerdotes se apoiavam. 
Juntamente com o Bank für Kirche und Caritas eG Paderborn, o DKM Darlehenskasse Münster e o Bank im Bistum Essen, é um dos quatro bancos católicos da Renânia do Norte-Vestfália. Os clientes dos bancos consistem principalmente em dioceses, ordens religiosas, congregações eclesiásticas e seus serviços sociais, mas aceita clientes particulares. Ao contrário do passado, os não-cristãos podem se tornar clientes hoje.
A partir de 2018, o banco tem 190 funcionários na sede de Colônia e seis filiais em escritório alemão e representativo em Roma nas proximidades do Vaticano. Possui aproximadamente 30.000 clientes (privados/instituições).
O banco se concentra no investimento socialmente responsável (por exemplo, investimentos em microfinanças) e na gestão de investimentos. Também fornece LIGA Pay Union Funds, consultoria imobiliária, fundos de desenvolvimento da UE, angariação de fundos e serviços de consultoria de fundações. O próprio banco afirma que a ética e a sustentabilidade são importantes para o seu negócio e determinam as ações econômicas que realiza em busca do lucro. 

## História
O banco abriu filiais em Aachen em 1958, Berlim em 1992, Erfurt em 1992, Essen em 1958, Mainz em 1985 e Trier em 1980. Em 2001, o banco abriu um escritório de representação em Roma, próximo ao Vaticano.
Desde 2005, o banco concede anualmente o "Pax-Bank-Preis" (Pax-Bank-Award) para o diálogo inter-religioso e recebe consultoria para isso pela "Georges-Anawati-Stiftung" (Georges-Anawati-Foundation). O preço de € 5.000 é apresentado pelo executivo-chefe.
Em 2017, o ex-presidente federal alemão Christian Wulff foi homenageado por sua dedicação e contribuição ao diálogo intercultural-religioso. 
Em agosto de 2009 foi divulgado que um dos fundos de investimentos não éticos dos bancos detinha ações de uma empresa de defesa, de uma empresa de tabaco e de uma fabricante de produtos farmacêuticos, que também produz contraceptivos.    Imediatamente depois que isso se tornou público, a administração corporativa despojou os papéis afetados. Além disso, foram aprimorados os mecanismos de controle e verificado o alinhamento ético de todos os fundos.  Como subsidiária "PBA Uerlichs + Finger Versicherungsvermittlungs-GmbH" oferece aos clientes Pax-Bank produtos de seguros individuais.
Em 2018, o Pax-Bank foi o primeiro banco da igreja na Alemanha a oferecer uma plataforma de crowdfunding.  Instituições e provedores de caridade e públicos podem apresentar e divulgar suas ideias de projetos na plataforma e, assim, gerar os fundos necessários.